# Síndrome de Boerhaave
El síndrome de Boerhaave  también se conoce como ruptura espontánea del esófago o ruptura por esfuerzo del esófago.Aunque se cree que los vómitos son la causa más común, otras causas incluyen aquellas que pueden aumentar la presión intraesofágica y causar una ruptura esofágica barogénica. Es una ruptura de la pared del esófago, generalmente causada por vómitos excesivos en trastornos de la alimentación como la bulimia, aunque ocasionalmente puede deberse a un toser con extremada fuerza, así como en otras situaciones como una obstrucción importante por alimentos. Puede causar neumomediastino—también llamado enfisema mediastínico—al escaparse aire al mediastino, mediastinitis por inflamación del mediastino, sepsis y shock.
El trastorno fue documentado por primera vez por el médico del siglo XVIII Hermann Boerhaave, de quien recibe su nombre.

## Epidemiología
Clásicamente, la perforación del esófago ocurre después de vómitos forzosos. El síndrome de Boerhaave es una perforación transmural, a diferencia del desgarro de Mallory-Weiss, una laceración no transmural de la pared del esófago, también asociada con el vomitar. Por razón de su íntima asociación con el vomitar, el síndrome de Boerhaave no es un trastorno verdaderamente espontáneo. Sin embargo, se usa el término para distinguir de las perforaciones yatrogénicas, que incluyen entre un 85-90% de todas las rupturas esofágicas, generalmente como complicación de un procedimiento endoscópico, una intubación gástrica o por cirugías no relacionadas con el esófago. El síndrome de Boerhaave es frecuentemente una complicación de la bulimia y tiene una mortalidad cercana al 35%.

## Patología
Se piensa que la ruptura esofágica del síndrome de Boerhaave es un resultado de un repentino aumento de la presión interna del esófago producida durante los vómitos intensos, como resultado de una incoordinación neuromuscular que causa un fallo del cierre del músculo cricofaríngeo (el esfínter superior del esófago). El síndrome es también frecuente cuando el individuo consume excesivas cantidades de alimento y/o licor.
La ubicación anatómica más frecuente de una perforación es la pared posterolateral izquierda de los 2/3 inferiores del esófago, unos 2-3 cm antes de llegar al estómago.

## Tratamiento
El tratamiento del síndrome de Boerhaave incluye la administración inmediata de antibióticos para prevenir una mediastinitis o sepsis, la reparación quirúrgica de la perforación y, si se acompaña de pérdidas importantes de líquido, se debe administrar terapia intravenosa debido a que la perforación imposibilita la rehidratación oral.